# 巨葉卷柏蘚
巨葉卷柏蘚（学名：Racopilum spectabile）为卷柏蘚科卷柏蘚屬下的一个种。

## 扩展阅读
- 維基物種上的相關：巨葉卷柏蘚